# Краст
Краст (фр. Crastes) — коммуна во Франции, находится в регионе Юг — Пиренеи. Департамент — Жер. Входит в состав кантона Ош-Нор-Эст. Округ коммуны — Ош.
Код INSEE коммуны — 32112.

## География
Коммуна расположена приблизительно в 590 км к югу от Парижа, в 60 км западнее Тулузы, в 15 км к северо-востоку от Оша.

## Климат
Климат умеренно-океанический. Лето жаркое и немного дождливое, температура часто превышает 35 °С. Зимой часто бывает отрицательная температура и ночные заморозки. Годовое количество осадков — 700—900 мм.

## Население
Население коммуны на 2010 год составляло 242 человека.
| 1962 | 1968 | 1975 | 1982 | 1990 | 1999 | 2010 |
| ---- | ---- | ---- | ---- | ---- | ---- | ---- |
| 301  | 299  | 236  | 234  | 221  | 206  | 242  |

## Администрация
| Период | Период | Фамилия     | Партия | Примечания |
| ------ | ------ | ----------- | ------ | ---------- |
| 2001   | 2020   | Андре Жиссо |        |            |

## Экономика
В 2010 году среди 150 человек трудоспособного возраста (15-64 лет) 108 были экономически активными, 42 — неактивными (показатель активности — 72,0 %, в 1999 году было 66,4 %). Из 108 активных жителей работали 104 человека (53 мужчины и 51 женщина), безработных было 4 (2 мужчин и 2 женщины). Среди 42 неактивных 8 человек были учениками или студентами, 15 — пенсионерами, 19 были неактивными по другим причинам.